# 21. østlige længdekreds
Den 21. østlige længdekreds (eller 21 grader østlig længde) er en længdekreds, der ligger 21 grader øst for nulmeridianen. Den løber gennem Ishavet, Atlanterhavet, Europa, Afrika, det Indiske Ocean, det Sydlige Ishav og Antarktis.

## Fra pol til pol
Fra Nordpolen til Sydpolen går den 21. østlige længdekreds gennem:
| Koordinater                        | Land, territorium eller hav        | Noter                                                                                                   |
| ---------------------------------- | ---------------------------------- | --- |
| 90°0′N 21°0′Ø / 90.000°N 21.000°Ø  | Ishavet                            | |
| 80°43′N 21°0′Ø / 80.717°N 21.000°Ø | Norge                              | Svalbard - Tavleøya                                                                                     |
| 80°42′N 21°0′Ø / 80.700°N 21.000°Ø | Ishavet                            | |
| 80°13′N 21°0′Ø / 80.217°N 21.000°Ø | Norge                              | Svalbard - Nordaustlandet                                                                               |
| 79°21′N 21°0′Ø / 79.350°N 21.000°Ø | Barentshavet                       | |
| 79°2′N 21°0′Ø / 79.033°N 21.000°Ø  | Norge                              | Svalbard - øerne Bastian Insel, Spitsbergen, Barentsøya og Edgeøya                                      |
| 78°2′N 21°0′Ø / 78.033°N 21.000°Ø  | Barentshavet                       | |
| 77°35′N 21°0′Ø / 77.583°N 21.000°Ø | Norge                              | Svalbard - Edgeøya                                                                                      |
| 77°27′N 21°0′Ø / 77.450°N 21.000°Ø | Barentshavet                       | |
| 73°24′N 21°0′Ø / 73.400°N 21.000°Ø | Atlanterhavet                      | Norskehavet                                                                                             |
| 70°3′N 21°0′Ø / 70.050°N 21.000°Ø  | Norge                              | Skjervøya, Kågen og fastlandet                                                                          |
| 69°3′N 21°0′Ø / 69.050°N 21.000°Ø  | Finland                            | |
| 68°53′N 21°0′Ø / 68.883°N 21.000°Ø | Sverige                            | |
| 64°9′N 21°0′Ø / 64.150°N 21.000°Ø  | Østersøen                          | Botniske Bugt, netop øst for Holmöarna, Sverige · og netop vest for øen Replot og fastlandet, Finland   |
| 60°39′N 21°0′Ø / 60.650°N 21.000°Ø | Ålandsøerne                        | Adskillige øer                                                                                          |
| 59°55′N 21°0′Ø / 59.917°N 21.000°Ø | Østersøen                          | |
| 56°30′N 21°0′Ø / 56.500°N 21.000°Ø | Letland                            | |
| 56°12′N 21°0′Ø / 56.200°N 21.000°Ø | Østersøen                          | |
| 55°20′N 21°0′Ø / 55.333°N 21.000°Ø | Litauen                            | Kuriske landtange                                                                                       |
| 55°17′N 21°0′Ø / 55.283°N 21.000°Ø | Kurisches Haff                     | |
| 54°54′N 21°0′Ø / 54.900°N 21.000°Ø | Rusland                            | Kaliningrad-eksklaven                                                                                   |
| 54°21′N 21°0′Ø / 54.350°N 21.000°Ø | Polen                              | Passerer gennem Warszawa                                                                                |
| 49°20′N 21°0′Ø / 49.333°N 21.000°Ø | Slovakiet                          | |
| 48°31′N 21°0′Ø / 48.517°N 21.000°Ø | Ungarn                             | |
| 46°16′N 21°0′Ø / 46.267°N 21.000°Ø | Rumænien                           | |
| 45°21′N 21°0′Ø / 45.350°N 21.000°Ø | Serbien                            | |
| 43°7′N 21°0′Ø / 43.117°N 21.000°Ø  | Kosovo eller Serbien               | Ikke alle lande anerkender Kosovo som en selvstændig stat, men betragter området som en del af Serbien. |
| 42°8′N 21°0′Ø / 42.133°N 21.000°Ø  | Makedonien                         | |
| 41°1′N 21°0′Ø / 41.017°N 21.000°Ø  | Prespasøen                         | |
| 40°49′N 21°0′Ø / 40.817°N 21.000°Ø | Grækenland                         | Cirka 8 km                                                                                              |
| 40°44′N 21°0′Ø / 40.733°N 21.000°Ø | Albanien                           | |
| 40°32′N 21°0′Ø / 40.533°N 21.000°Ø | Grækenland                         | |
| 38°38′N 21°0′Ø / 38.633°N 21.000°Ø | Middelhavet                        | Ioniske Hav, netop øst for øen Zakynthos                                                                |
| 37°16′N 21°0′Ø / 37.267°N 21.000°Ø | Grækenland                         | Strofaderne                                                                                             |
| 37°15′N 21°0′Ø / 37.250°N 21.000°Ø | Middelhavet                        | |
| 32°44′N 21°0′Ø / 32.733°N 21.000°Ø | Libyen                             | |
| 21°3′N 21°0′Ø / 21.050°N 21.000°Ø  | Tchad                              | |
| 9°44′N 21°0′Ø / 9.733°N 21.000°Ø   | Centralafrikanske Republik         | |
| 4°25′N 21°0′Ø / 4.417°N 21.000°Ø   | Demokratiske Republik Congo        | |
| 7°17′S 21°0′Ø / 7.283°S 21.000°Ø   | Angola                             | |
| 17°57′S 21°0′Ø / 17.950°S 21.000°Ø | Namibia                            | |
| 18°19′S 21°0′Ø / 18.317°S 21.000°Ø | Grænsen mellem Namibia og Botswana | |
| 22°0′S 21°0′Ø / 22.000°S 21.000°Ø  | Botswana                           | |
| 26°50′S 21°0′Ø / 26.833°S 21.000°Ø | Sydafrika                          | Northern Cape Western Cape                                                                              |
| 34°22′S 21°0′Ø / 34.367°S 21.000°Ø | Indiske Ocean                      | |
| 60°0′S 21°0′Ø / 60.000°S 21.000°Ø  | Sydlige Ishav                      | |
| 69°59′S 21°0′Ø / 69.983°S 21.000°Ø | Antarktis                          | Dronning Maud Land, territorialkrav af Norge                                                            |